# Jaboc
Jaboc fou un riu de Jordània a l'est del Jordà, una mica al nord abans de desaiguar a la mar Morta, que fou la frontera entre el rei amorita Sihon i el rei Og de Galadena o Gaulonítis (Bashan). Regava la part central de la terra de Galaad i després va marcar el límit nord de les terres assignades a la tribu de Gad (al nord quedaven les terres de la tribu de Manasès o Manasseh). Correspon al modern riu Al-Zerka (El Blau, o Riu Blau) que neix prop d'Amman i forma la divisió entre les comarques d'Al-Belka i Moerad.